# Cryptendoxyla hypophloia
Cryptendoxyla hypophloia är en svampart som beskrevs av Malloch & Cain 1970. Cryptendoxyla hypophloia ingår i släktet Cryptendoxyla och familjen Cephalothecaceae.   Inga underarter finns listade i Catalogue of Life.